# Alojzij Novak (učitelj)
Alojzij Novak, slovenski učitelj in pisec učbenikov, * 29. november 1876, Ljubljana, † 1. avgust 1960, Ljubljana.

## Življenje in delo
Novak je leta 1899 maturiral na ljubljanske učiteljišču in 1919 opravil izpit za učitelja meščanske šole. Za pouk deških ročnih del je napisal naslednje učbenike: Risanje. S podrobnim učnim načrtom in navodilom za prvih osem šolskih let (1926), Gnetenje in oblikovanje iz ilovice in peska / Izrezovanje iz papirja in naleplanje (COBISS),
Lepenkarstvo (1930), Krasilna tehnika. (COBISS)
O ročnih spretnostih je veliko pisal tudi v pedagoških in mladinskih glasilih ter v letih 1925−1935 prirejal tečaje za pouk risanja in ročnih del. 